# Епархия Сент-Томаса
Епархия Сент-Томаса (лат. Dioecesis Sancti Thomae in Insulis Virgineis) — епархия Римско-Католической церкви с центром в городе Шарлотта-Амалия, США. Епархия Сент-Томаса располагается на Американских Виргинских островах. Епархия Сент-Томаса входит в митрополию Вашингтона. Кафедральным собором епархии является Собор святых Петра и Павла в городе Шарлотта-Амалия.

## История
30 апреля 1960 года Римский папа Иоанн XXIII издал буллу «Cum apostolicus», которой учредил Территориальную прелатуру Виргинских островов, выделив её из епархии Сан-Хуана.
20 апреля 1977 года Римский папа Павел VI издал буллу «Animarum utilitatis», которой преобразовал Апостольскую прелатуру Виргинских островов в епархию Сент-Томаса.
Епархия Сент-Томаса входит в Конференцию католических епископов Антильских островов.

## Ординарии архиепархии
- епископ Эдвард Джон Харпер[англ.], CSsR (23.07.1960 — 16.10.1985)
- епископ Шон Патрик О’Мелли (16.10.1985 — 16.06.1992) — назначен епископом Фолл-Ривера
- епископ Эллиот Гриффин Томас[англ.] (30.10.1993 — 29.06.1999)
- епископ Джордж Вэнс Мюрри[англ.] (29.07.1999 — 30.01.2007) — назначен епископом Янгстауна
- епископ Герберт Армстронг Бевард[англ.] (07.07.2008 — 18.09.2020)
- епископ Джером Фюджио[англ.] (с 02.03.2021)

## Источник
- Annuario Pontificio, Libreria Editrice Vaticana, Città del Vaticano, 2003, ISBN 88-209-7422-3
- Булла Cum apostolicus, AAS 53 (1961), стр. 89  (лат.)
- Булла Animarum utilitatis, AAS 69 (1977), стр. 323  (лат.)